# Euophrys kittenbergeri
Euophrys kittenbergeri es una especie de araña saltarina del género Euophrys, familia Salticidae. Fue descrita científicamente por Caporiacco en 1947.
Habita en el continente africano.